# Perfetti sconosciuti
Pour plus de détails, voir Fiche technique et Distribution.
Perfetti sconosciuti (litt. « Parfaits inconnus » en italien) est une comédie dramatique italienne écrite et réalisée par Paolo Genovese et sortie en 2016.
Le film a remporté de nombreux prix en Italie et à l'international, dont le David di Donatello du meilleur film en 2016. Il n'a jamais été distribué en France.
Dans les trois années qui suivent sa sortie, il fait l'objet de dix remakes dont le film français Le Jeu et le film sud-coréen Intimate Strangers.
Avec 24 remakes, le 15 juillet 2019, Perfetti Sconosciuti rentre dans le Livre Guinness des records comme le film ayant fait l'objet du plus grand nombre de reprises dans l'histoire du cinéma.  

## Synopsis
À l'occasion d'une éclipse de Lune qu'ils vont observer depuis la terrasse de leur appartement romain, Eva et Rocco reçoivent à dîner leurs amis de toujours : Bianca et Cosimo, Carlotta et Lele et enfin Peppe, le divorcé de la troupe qui doit leur présenter sa nouvelle copine. Mais Peppe arrive seul, prétextant que son amie est souffrante. À l'apéritif, ils évoquent un couple d'amis récemment séparé à la suite d'une tromperie découverte par un texto. Ils réalisent que les téléphones sont devenus notre boîte noire, et se demandent alors combien de couples se sépareraient si chacun avait accès au téléphone de l'autre. Eva propose, malgré la gêne perceptible de certains, de jouer au jeu de la vérité le temps de la soirée : chacun pose son téléphone sur la table et toute conversation, message ou appel reçu sera lu et écouté de tous.

## Fiche technique
- Titre original : Perfetti sconosciuti
- Accroche : « Chacun de nous a trois vies : une publique, une privée et une secrète. »
- Réalisation : Paolo Genovese
- Scénario : Paolo Genovese
- Musique : Maurizio Filardo
- Photographie : Fabrizio Lucci
- Montage : Consuelo Catucci
- Pays d'origine :  Italie
- Langue originale : italien
- Format : couleur
- Genre : comédie dramatique
- Durée : 97 minutes
- Dates de sortie :
  - Italie : 11 février 2016 (première à Rome) ; 11 février 2016 (sortie nationale)

## Distribution
- Giuseppe Battiston : Peppe
- Anna Foglietta : Carlotta
- Marco Giallini : Rocco
- Edoardo Leo : Cosimo
- Valerio Mastandrea : Lele
- Alba Rohrwacher : Bianca
- Kasia Smutniak : Eva
- Benedetta Porcaroli : Sofia
- Elisabetta De Palo : Nonna
- Tommaso Tatafiore : Bruno
- Noemi Pagotto : Rosa

## Production
Le tournage du film s'est effectué à Rome entre septembre et octobre 2015,.

## Remakes
Au 20 janvier 2022, le film a fait l'objet de dix-neuf remakes. Avec 24 films selon le décompte arrêté à janvier 2024 par le Livre Guinness des records,  Perfetti sconosciuti est le long métrage qui a connu le plus de remakes. Un vingt-cinquième est lancé en août 2024 en Inde, pays qui avait déjà refait deux fois le film avec 12th Man et 1001 Nunakal.

### Liste non exhaustive
- Teleioi xenoi (2016), film grec de Thodoris Atheridis.
- Perfectos desconocidos (2017), film espagnol[6] d'Álex de la Iglesia.
- Cebimdeki Yabancı (tr) (2018), film turc de Serra Yılmaz.
- Le Jeu[6] (2018), film français de Fred Cavayé.
- Intimate Strangers (2018), film sud-coréen de Lee Jae-gyu.
- Perfectos desconocidos (es) (2018), film mexicain[6] de Manolo Caro.
- Kill Mobile (Lai dian kuang xiang en mandarin, 2018), film chinois de Miao Yu.
- Loud Connection (en) (Громкая связь, Gromkaïa sviaz en russe, 2019), film russe d'Alekseï Noujny.
- Das perfekte Geheimnis (2019), film allemand[6] de Bora Dagtekin.
- (Nie)znajomi (pl) (2019), film polonais[6] de Tadeusz Śliwa
- Abonné inconnu (Anhayt bajanord en arménien, 2019), film arménien de Arsho Harutyunyan avec Khoren Levonyan et Nazeni Hovhannisyan
- おとなの事情 スマホをのぞいたら (ja) (2021), film japonais
- Známí neznámí (2021), film tchèque et slovaque de Zuzana Marianková
- ʾAṣhâb wala aʿaz (2022), film libanais, égyptien et saoudien de Wissam Smayra
- 12th Man, film indien[6]
- 1001 Nunakal, film indien[6]